# ネガティブ技法
ネガティヴ技法ないしネガティヴ・ペインティング（negative painting）、レジスト・ペインティング(resist painting)とは、形成期ないし先古典期以降、アメリカ大陸全域で地域的に盛行した、しばしばろうけつ染めの原理で説明される土器の施文技法のひとつである。
樹脂、ろうといったものを器の表面に文様を描くように塗り、その上に暗色の顔料や化粧土(slip）を塗って焼成すると、ろうや樹脂がとけて土器本来の胎土の色が白っぽく浮き上がる施文技法と考えられているが、一部の研究者によって、いったん焼成した土器に練ったばかりで湿っている粘土紐ないし何らかの形で粘土を溶かした液体(slip)で文様を描いたりして、その上にろう、油、樹液のような炭化しやすい物質を塗って加熱すると文様を描いていない部分は炭化によって暗い色が塗られたような状態になり、文様を描いた部分は加熱によりスリップが剥げ落ちやすくなって、本来の器面の色が白っぽく浮き上がることが示されたが、実際にどちらの方法が用いられたのかは決着がついていない。

## ネガティヴ技法を用いた土器の分布
メソアメリカでは、紀元前1100年ごろのオルメカ文化の時代からその技法の先駆的なものがみられるようで胎土の白い土器に顔料を塗った際に文様の部分を掻き落としたかレジスト・ペインティングを用いたとおもわれる土器がメキシコ中央高原地方で発見されている。またチャパス州で紀元前600年ごろに平底で口縁部が外反してひろがるタイプで先古典期中期から後期独特のろうのような光沢をもつ土器の表面にこの技法で文様が施されている。
メキシコ西部でもエル・オペーニョの2号墓からもこの技法を用いたと思われる幾何学文の土器が出土している。また紀元前300年から紀元後300年ごろのコリマ州の遺跡から出土した三脚土器や四脚土器の文様、またほぼ同時期のメキシコ中央高原のトラティルコのフラスコ状土坑などからも出土している。これらのことからネガティヴ技法の起源は紀元前1000年前後までさかのぼる可能性があるがまだ決着はついていない。
もっとも顕著なのがエルサルバドルのウスルタン式土器の伝統であり、紀元前500年ごろからあらわれたOlocuitlaというグループから発展して紀元前後に橙色地に特徴的な波線文様を浮き上がらせるイサルコ・ウスルタン（Izalco Usultan）という典型的なウスルタン式土器が現れ、先古典期後期のマヤ地域の土器におおきな影響を与えた。古典期にはいりペテン低地では、下火になるが、ホンジュラスなどでは古典期段階でもチランガ赤彩（Chilanga Red-painted）土器というグループが残る。
北米では、ホープウェル文化の遺跡からの出土がみられることから少なくとも紀元前後にはこの技法が使われ始めたと思われる。この伝統はミシシッピ文化でも受け継がれ、エトワーやマウンドヴィルでも出土している。
アンデス地方では、すくなくとも形成期後期ないし前期中間期初頭、紀元前300頃から紀元前後のパラカス文化で現れる。その後ペルー北海岸の紀元前200年前後から紀元前後のサリナール(Salinar)文化や時代は下ってモチェ文化並行のガリナソ(Gallinazo)文化やビクス(Vicús)文化でもこの技法は用いられた。同時期のペルー北高地のレクワイ文化は、まさにこの技法の典型例の土器で知られている。またさらに新しい時期にあたる中期ホライズン（紀元後700年頃-1000年頃）のワリの黒色彩文土器にもこの技法が用いられている。
エクアドルの中部海岸で紀元前300年から紀元後700年頃に栄えたとみられる土偶で知られるバイア(Bahía)文化、同時期にエクアドル南高地で栄えたトゥンカワン(Tuncahán)文化、チリのエル・モイエ(El Molle)文化（紀元前後-700年）の土器にもこの技法がみられる。